# Аска прибывает в Японию
«Аска прибывает в Японию», также известный как «Аска наносит удар» (яп. アスカ、来日; дословно — «Аска приезжает в Японию») — восьмой эпизод аниме-сериала «Евангелион» от студии Gainax. Режиссёром эпизода является Кадзуя Цурумаки, сценаристами — Ёдзи Энокидо и Хидэаки Анно. Впервые был показан 22 ноября 1995 года на TV Tokyo, набрав 7,6 % аудитории.
Капитан агентства Nerv Мисато Кацураги, Синдзи Икари, Кенске Аида и Тодзи Судзухара прибывают на авианосец Тихоокеанского флота ООН, где встречают пилота Евангелиона-02 Аску Лэнгли Сорью. Шестой ангел Гагиил атакует флот и скидывает Еву-02 в море. Мисато придумывает план: нужно затопить два авианосца и дистанционно направить их в пасть Гагиила, которую раскроет Ева-02. План срабатывает, ангел повержен.

## Сюжет
Капитан Nerv Мисато Кацураги вместе с Синдзи Икари, Кенске Аидой и Тодзи Судзухарой на вертолёте летят на авианосец Тихоокеанского флота ООН, чтобы встретиться с Аской Лэнгли Сорью, новым пилотом Евангелиона-02, который тоже находится на корабле. Аску сопровождает бывший парень Мисато Рёдзи Кадзи.
Кадзи говорит Синдзи, что знает его. Когда все пообедали, Аска показывает Синдзи Еву-02, находящуюся на корабле. В этот момент времени флот атакует шестой ангел Гагиил. Аска говорит Синдзи одеть контактный комбинезон и сесть вместе с ней в Еву-02 в качестве сопровождения. Прыгая с корабля на корабль, она прибывает на корабль со специальным кабелем для постоянной подачи энергии в Еву-02. Подключив его, Аска достаёт прогрессивный нож. Гагиил, выпрыгнув из воды, сбивает Еву-02 в море. Мисато придумывает план: нужно затопить два авианосца и дистанционно направить их в пасть Гагиила, которую раскроет Ева-02. Общими усилиями Синдзи и Аска раскрывают пасть ангела, и план срабатывает.
Кадзи прибывает в штаб-квартиру Nerv к руководителю агентства Гэндо Икари с чемоданом, в котором находится эмбрион первого ангела Адама. Именно он был целью Гагиила. На следующий день в классе Синдзи появляется новая ученица — Аска.

## Производство
В 1993 году Gainax опубликовала «Предложение» (яп. 企画書), презентационный документ о «Евангелионе», в котором восьмой эпизод носил название «Утренние прибытие Аски» (яп. アスカ、来朝). В нём должны были участвовать Аска, Ева-02 и Кадзи, произошёл бы бой на палубе авианосца. Изначально главным врагом должен был быть третий ангел Сахиил, но затем его заменили на Гагиила.
Режиссёром эпизода является Кадзуя Цурумаки, сценаристами — Ёдзи Энокидо и Хидэаки Анно, раскадровщиком — Синдзи Хигути, главным аниматором — Такеси Хонда. Во вступительной музыкальной теме эпизода использована песня «A Cruel Angel's Thesis» в исполнении Ёко Такахаси, а в заключительной — Aya Bossa Techno версия «Fly Me to the Moon».

## Отсылки
В «Аска прибывает в Японию» фигурируют ряд военной техники. Среди авиационной в эпизоде присутствуют Як-38, Грумман EA-6 «Праулер», Грумман E-2 «Хокай» и Ми-2, а также вымышленный российский вертолёт Ми-55D. Среди корабельной присутствуют: авианосец «Гарри Трумэн», авианесущие крейсера проекта 1143, авианесущий крейсер «Новороссийск», атомный крейсер «Киров», большой противолодочный корабль «Удалой», миноносец «Конго», линкор «Иллинойс», линкор «Кентукки», авианесущий крейсер «Адмирал Флота Советского Союза Кузнецов», эсминец «Рэмедж», ракетный крейсер «Тикондерога», а также корабли типов «Татикадзэ», «Хатакадзэ», «Асагири» и «Тикуго»». Кодовые имена кораблей из эпизода — «Отелло», «Цимбелин», «Тит Андроник» и «Буря» — являются отсылками к названиям пьес Уильяма Шекспира. Имя Гагиила является отсылкой на одноимённого ангела рыбы.
По словам писателя Денниса Редмонда, «Аска прибывает в Японию» сочетает в себе «все классические океанские приключения от „Моби Дика“ до „Челюстей“». По его мнению, адмирал из эпизода является образом капитана Немо из предыдущего проекта Gainax Nadia: The Secret of Blue Water.

## Показ и критика
Впервые «Аска прибывает в Японию» был показан 22 ноября 1995 года на TV Tokyo, набрав 7,6 % аудитории. В 1996 году он занял 19-е место в гран-при Animage, набрав 165 голосов.
Редактор Film School Rejects Макс Ковилл поставил «Аска прибывает в Японию» на 6-е место своего рейтинга эпизодов «Евангелиона». Также Ковилл поставил кадр из эпизода на 10-е своего рейтинга лучших кадров сериала. Джоэл Каннингем из Digitally Obsessed назвал эпизод самым смешным в сериале. Алекс Уокер из Kotaku охарактеризовал «Аска прибывает в Японию» беззаботным, сбалансированным и динамичным. Энтони Грамулья из Comic Book Resources положительно отнёсся к первому появлении Аски. По его словам, она разнообразила сериал от неуверенности Синдзи, добавив новые точки зрения.
Акио Нагатоми из Anime Café отрицательно воспринял «Аска прибывает в Японию». Он раскритиковал его за появление Аски и Кадзи, назвав их стереотипными персонажами, а также за Еву-02, которая, по его словам, была в плаще в стиле «Призрака Оперы». Особенно критически Нагатоми отнёсся к Аске, режиссуре и сценарию, некоторые моменты из эпизода он назвал нереалистичными. Томпсон Смит из looper.com поставил Гагиила на 17-е место в своём рейтинге самых могущественных ангелов сериала, назвав его одним из наименее интересных.
Критики положительно оценили битву Евы-02 с Гагиилом. Адам Бич из Screen Rant поставил её на 5-е место своего рейтинга лучших битв сериала, назвав запоминающейся и похвалив её за «интересную хореографию». Джек Кэмерон тоже из Screen Rant также положительно отнёсся к битве, поставив ей на 4-е место своего рейтинга. Леонард Мэнсон из Somagnews.com поставил битву на 7-е место, назвав её необычной и одной из самых лучших в сериале. Джемайма Себастьян из IGN сравнила сцену из фильма 2021 года «Годзилла против Конга», в которой Кинг-Конг, прыгая по кораблям, сражается с Годзиллой, с битвой Евы-02 и Гагиила.

## Продукция
«Аска прибывает в Японию» был включён в DVD-сборники «Second Impact Box» Gainax и «Евангелион. Том 2 серии 7―13» российской компании MC Entertainment, выпущенные в феврале 2001 и 28 июля 2005 года соответственно. Эпизод вошёл в Blu-ray-сборник «Neon Genesis Evangelion Blu-ray BOX», выпущенный японской компанией King Records 26 августа 2015 года. Японская компания Movic выпустила футболки, основанные на эпизоде.

### Комментарии
1. ↑  Прогрессивный нож — оружие, лезвие которого вибрирует с высокой частотой и может прорезать объекты на молекулярном уровне[5].

### На японском языке
- Evangelion Chronicle (яп.). — Де Агостини, 2010. — Vol. 2.
- Evangelion Chronicle (яп.). — Де Агостини, 2010. — Vol. 4.
- Evangelion Chronicle (яп.). — Де Агостини, 2010. — Vol. 8.
- Evangelion Chronicle (яп.). — Де Агостини, 2010. — Vol. 10.
- Evangelion Chronicle (яп.). — Де Агостини, 2010. — Vol. 16.
- Evangelion Chronicle (яп.). — Де Агостини, 2010. — Vol. 18.
- Evangelion Chronicle (яп.). — Де Агостини, 2010. — Vol. 19.
- Evangelion Chronicle (яп.). — Де Агостини, 2010. — Vol. 23.
- Evangelion Chronicle (яп.). — Де Агостини, 2010. — Vol. 26.
- Evangelion Chronicle (яп.). — Де Агостини, 2010. — Vol. 43.
- Gainax. Neon Genesis Evangelion Newtype 100% Collection = 新世紀エヴァンゲリオン NEWTYPE 100％ COLLECTION (яп.). — Kadokawa Shoten, 1997. — ISBN 4-04-852700-2.
- Neon Genesis Evangelion Film Books (яп.). — Kadokawa Shoten, 1996. — Vol. 3.

### На других языках
- Cannarsi G. Evangelion Encyclopedia (итал.). — Dynit[англ.], 1998. — Vol. 4.
- Davidson G. A Dictionary Of Angels (англ.). — New York: The Free Press, 1967.
- Fujie K., Foster M. Neon Genesis Evangelion: The Unofficial Guide (англ.). — Tokyo: DH Publishibg, 2004. — 188 p. — ISBN 9780974596143.
- Redmond D. The World is Watching: Video as Multinational Aesthetics, 1968–1995 (англ.). — Southern Illinois University Press, 2004. — 202 p. — ISBN 9780809325351.
- Porori S. The Essential Evangelion Chronicle: Side A (фр.). — Glénat, 2009. — ISBN 978-2-7234-7120-6.